# 一般内科
一般内科（いっぱんないか）とは、内科の一つ。

## 診療所の一般内科と病院の一般内科
診療所の一般内科では、施設が小規模なため、高度な医療技術を必要とする内科系疾患の場合は、大きい病院に紹介することが多く、風邪など高度な医療技術を必要としない内科系疾患の場合は、診療所で診療することが多い。だが、そのためか、大きい病院で風邪などの疾患で来院する患者は少なく、総合病院などでは、中等度～高度の医療技術が必要な疾患を抱えた患者が来院するケースが多くなる。また、一般的な病院の一般内科では、中等度な医療技術を必要とする、高血圧症など生活習慣病で来院する患者が圧倒的に多い。
また、一般内科は、専門的な医療技術を必要とする疾患を抱えた患者を各臓器別内科に振り分ける仕事もするが、複数の慢性疾患を同時に持った患者（特に高齢者）の場合、臓器別内科に振り分けると、患者の受診回数の増加、処方の重複・過多、複合的な問題の看過、方針の不一致など患者にとっての不都合が生じることがあるため、総合病院などでは「総合内科」として、内科系疾患を一人の主治医が総合的に診療し、必要に応じて各臓器専門医に紹介するようになっていることが多い。

## 標榜科として
日本においては、医療法（医療法施行令 および医療法施行規則）にて病院・診療所が広告することが可能な診療科名が定められているが、「内科」と「一般」や「総合」を組み合わせることは明示的には許容されておらず、「内科」となっていることが多い（病院では、時間や曜日で専門外来と一般内科に分類されていることが多い）。